# Beagle (průliv)

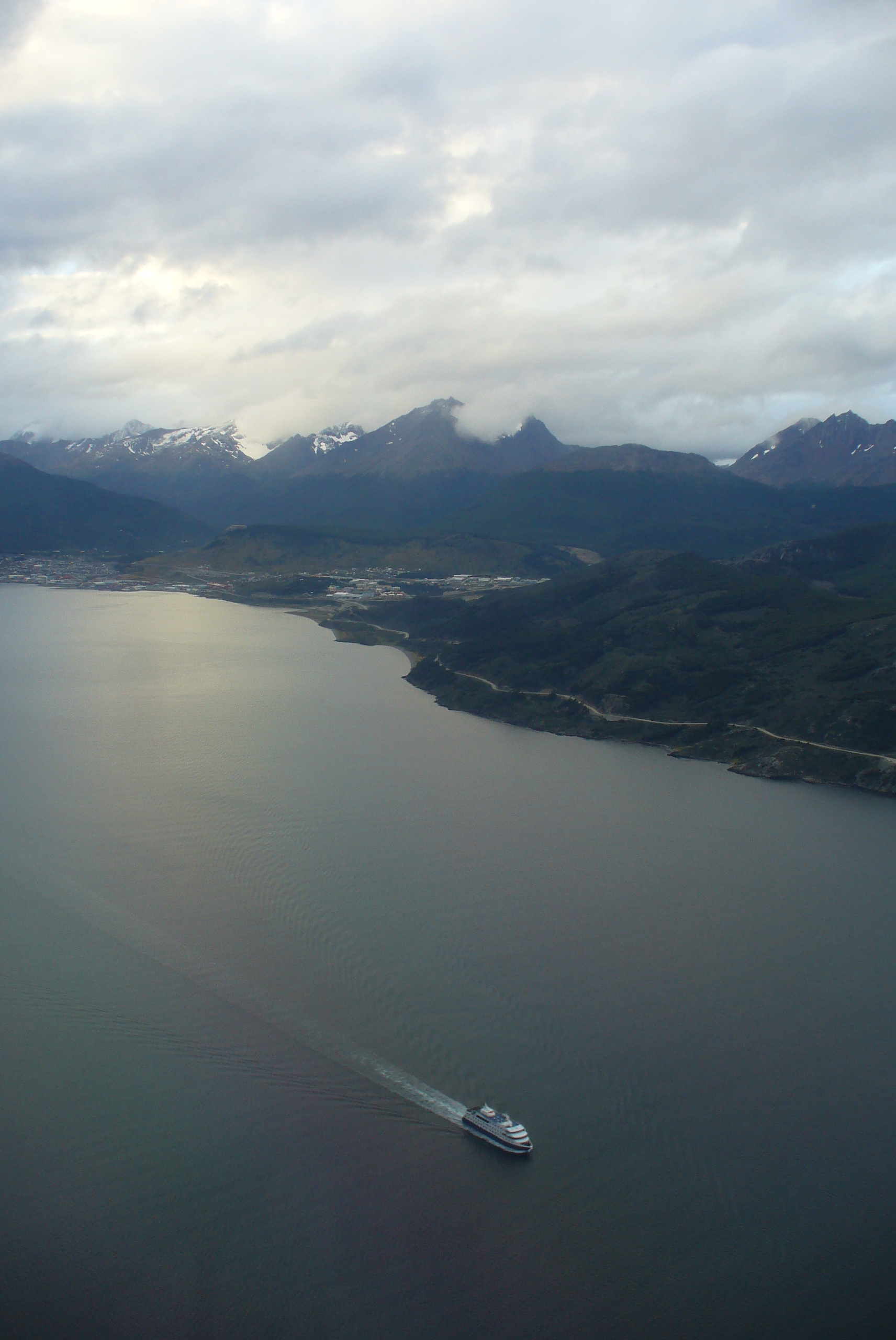
Beagle

Beagle je průliv na jihu Jižní Ameriky. Leží mezi pobřežím Ohňové země a ostrovy Navarino a Hoste. Je pojmenován po anglickém výzkumném trojstěžníku HMS Beagle, který v roce 1830 jako první proplul touto spojnicí mezi Atlantským a Tichým oceánem. Lodi tehdy velel známý mořeplavec a hydrograf Robert FitzRoy. Při následující plavbě této lodi pod týmž kapitánem v letech 1831 až 1836 byl na palubě i britský přírodovědec Charles Darwin, který při této cestě kolem světa sbíral materiál pro svou evoluční teorii. Největšími přístavy v průlivu jsou Ushuaia patřící Argentině a Puerto Williams náležící Chile.
Jižně leží největší průliv světa Drakeův průliv, severně pak Magalhãesův průliv.
- Šířka 5–12 km
- Délka 245 km

## Externí odkazy

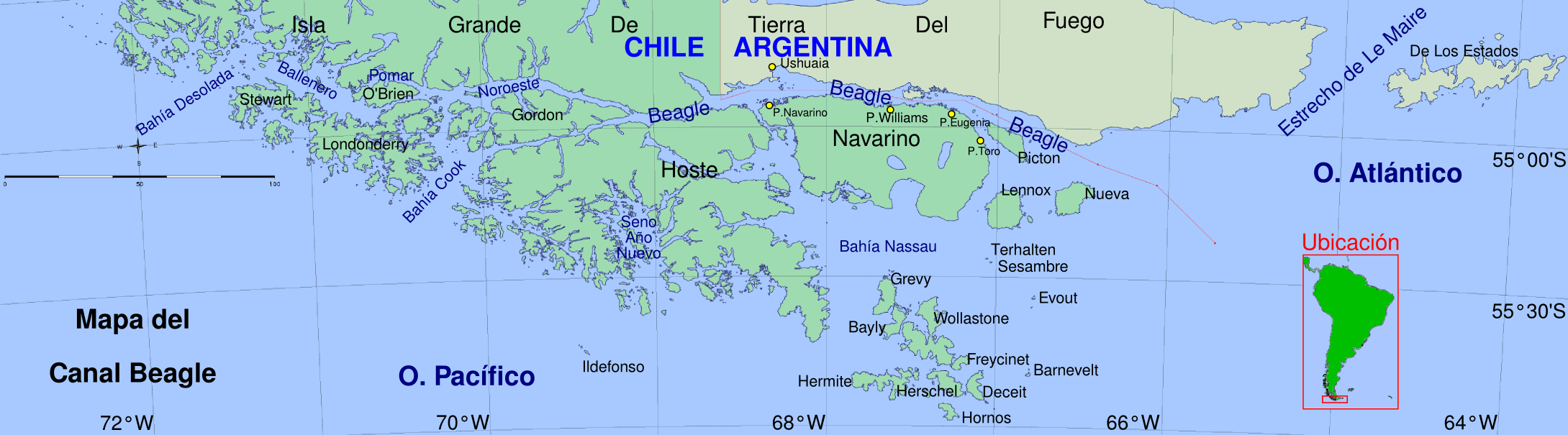
Beagle